# Huastecacris zenoni
Huastecacris zenoni är en insektsart som beskrevs av Fontana och Buzzetti 2007. Huastecacris zenoni ingår i släktet Huastecacris och familjen gräshoppor. Inga underarter finns listade i Catalogue of Life.